# Água Branca (Alagoas)
Água Branca is een gemeente in de Braziliaanse deelstaat Alagoas. De gemeente telt 19.989 inwoners (schatting 2009).
De gemeente grenst aan Tacaratu, Mata Grande, Delmiro Gouveia, Olho d'Água do Casado, Inhapi en Pariconha.